# Air Spain
Air Spain war eine auf dem Flughafen Palma de Mallorca beheimatete spanische Charterfluggesellschaft mit Geschäftssitz in Madrid. Das Unternehmen hat seinen Betrieb im Januar 1975 aus finanziellen Gründen eingestellt.

## Geschichte

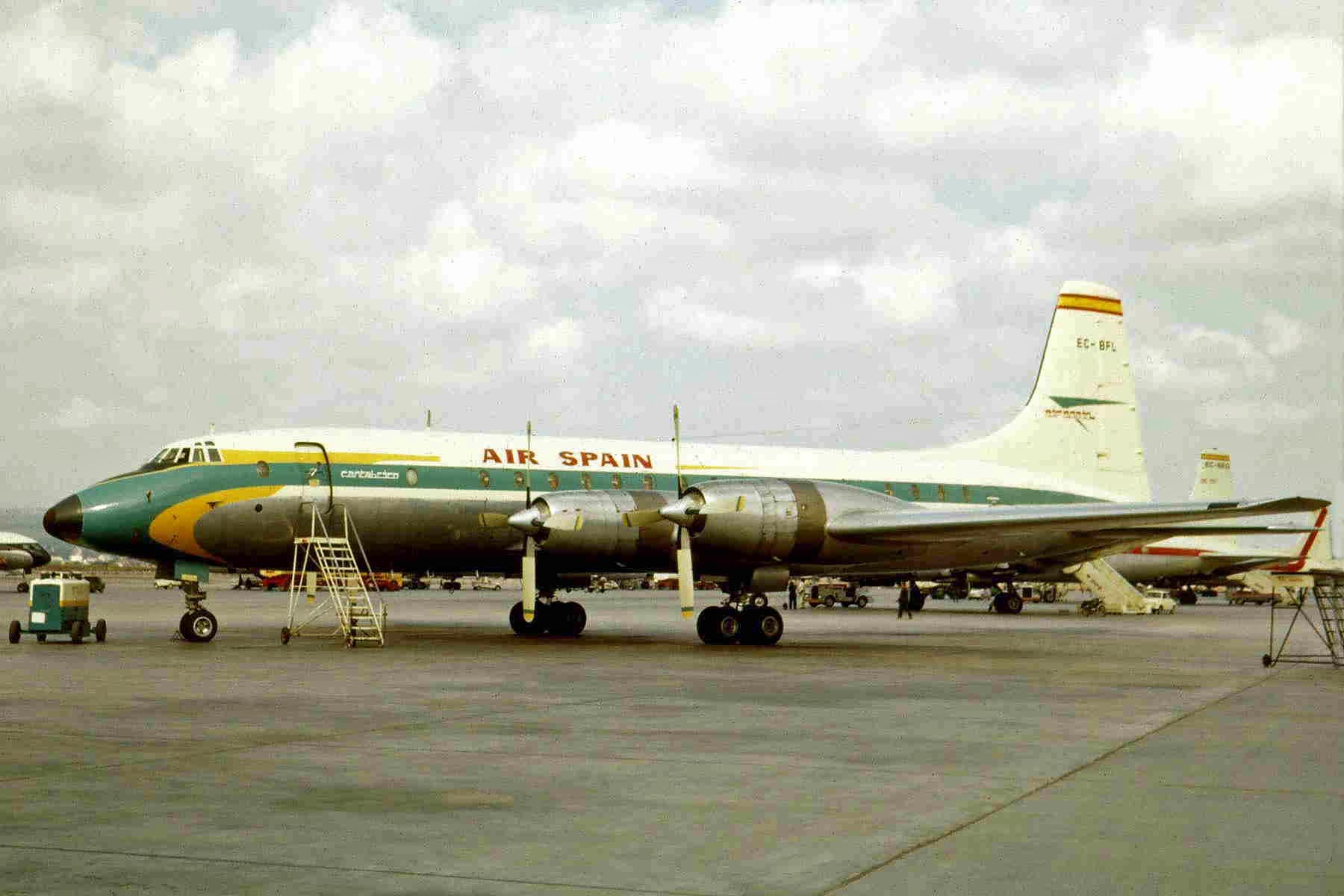
Bristol Britannia 312 der Air Spain, Palma 1967

Air Spain wurde am 29. Januar 1965 von Privatinvestoren unter Beteiligung des Generals Rafael Garcia-Valino in Madrid gegründet, um IT-Charterflüge aus Westeuropa nach Spanien anzubieten. Das Unternehmen erwarb im Mai 1966 zwei Turboprop-Flugzeuge des Typs Bristol Britannia von British Eagle International Airlines und vereinbarte darüber hinaus eine dreijährige Kooperation mit dieser britischen Gesellschaft, welche ab dem 27. Juni 1966 die künftigen spanischen Piloten und Techniker in London schulte. Die erste Bristol Britannia wurde am 1. Oktober 1966 an Air Spain ausgeliefert und kam zunächst im Ad-hoc-Charterverkehr vom Flughafen Palma de Mallorca zum Einsatz. Die Auslieferung der zweiten Maschine folgte einen Monat später.
Mit Beginn der Sommersaison flog Air Spain ab März 1967 hauptsächlich britische und deutsche Pauschalreisende nach Spanien, überwiegend nach Palma de Mallorca. Hierzu wurde noch im selben Jahr eine dritte Bristol Britannia von der israelischen El Al erworben sowie im Jahr 1969 eine vierte von der inzwischen insolventen British Eagle übernommen. Die ersten zwei von Eastern Air Lines geleasten Douglas DC-8-21 ergänzten im Jahr 1971 die Flotte. Je zwei weitere dieser Strahlflugzeuge stellte das Unternehmen in den Jahren 1972 und 1973 in Dienst. Parallel dazu wurden die Bristol Britannia ausgemustert.
Die Gesellschaft konnte ihre sechs Flugzeuge nicht ganzjährig auslasten und flog insbesondere in den Wintermonaten erhebliche Verluste ein. Im Herbst 1974 nahm das Unternehmen Fusionsverhandlungen mit Aviaco auf, die jedoch erfolglos verliefen. Nach dem Scheitern der Gespräche stellte Air Spain ihren Flugbetrieb im Januar 1975 aus wirtschaftlichen Gründen ein. Die Auflösung der Gesellschaft erfolgte einen Monat später.

## Flotte
- Bristol Britannia Serie 312, 312F und 313 (betrieben von 1966 bis 1973)
- Douglas DC-8-21 (betrieben von 1971 bis 1975)